# انکورافنیب
اِنکورافنیب (انگلیسی: Encorafenib) که با نام تجاری براف‌تووی فروخته می‌شود، دارویی است که برای درمان برخی از سرطان‌های پوست از نوعِ ملانوما استفاده می‌شود. انکورافنیب یک مولکول کوچک مهارکننده BRAF است که آنزیم‌های مهم در مسیر پیام‌رسانی سلولی MAPK را هدف قرار می‌دهد. این مسیر پیام‌رسانی در بسیاری از سرطان‌های مختلف از جمله ملانوما و سرطان روده بزرگ دیده می‌شود.
شایع‌ترین عوارض جانبی (بیش از ۲۵٪) شامل خستگی، حالت تهوع، اسهال، استفراغ، درد شکم و درد مفاصل است.
اِنکورافنیب توسط نوارتیس و اَری بیوفارما ساخته شد یافته است. سازمان غذا و داروی آمریکا در ژوئن ۲۰۱۸، اِنکورافنیب را در ترکیب با بینی‌متینیب برای درمان افراد مبتلا به ملانوم BRAF V600E غیرقابل برداشت یا متاستاز داده یا دارای جهش مثبت V600K تأیید کرد. این ترکیب همچنین برای درمان سرطان ریه از نوع سلول غیرکوچک هم مورد پذیرش واقع شده است.
اِنکورافنیب فسفریلاسیون ئی‌آرکِی را کاهش داده و موجب کاهش فعالیت سایکلین دی۱ می‌گردد. این مسئله موجب توقف چرخهٔ سلولی در فاز G1، پیرشدگی سلول بدون آپوپتوز می‌شود. اِنکورافنیب تنها در ملانوم‌های دارای جهش BRAF که ۵۰ درصد از ملانوم‌ها را تشکیل می‌دهند، مؤثر است. نیمه عمر حذف پلاسمایی انکورافنیب تقریباً ۶ ساعت است که عمدتاً از طریق متابولیسم از طریق آنزیم‌های سیتوکروم پی ۴۵۰ رخ می‌دهد.